# Tithorea deltana
Tithorea deltana är en fjärilsart som beskrevs av Fox 1956. Tithorea deltana ingår i släktet Tithorea och familjen praktfjärilar. Inga underarter finns listade i Catalogue of Life.